# میشل بروک مارسینیاک
میشل بروک مارسینیاک (انگلیسی: Michelle M. Marciniak؛ زادهٔ ۲۹ اکتبر ۱۹۷۳) بازیکن بسکتبال اهل American است.
وی در مسابقات کشوری و بین‌المللی در مجموع برندهٔ ۲ مدال طلا، ۱ مدال نقره، ۱ مدال برنز شده‌است.